# Zliechov
Zliechov (Hongaars: Zsolt) is een Slowaakse gemeente in de regio Trenčín, en maakt deel uit van het district Ilava.
Zliechov telt 572 inwoners.